# Otto Flügel
Otto Flügel (* 16. Juni 1842 in Lützen; † 9. Juli 1914 in Dölau) war ein deutscher Theologe und Philosoph.

## Leben und Wirken
Flügel wurde als Sohn des Lehrers und Bürgermeisters Johann Nikolaus (1806–1862) und Sophie, geb. Hartung, in Lützen bei Leipzig geboren. Nach Schulbesuch und Lehre als Forsteleve in Schleusingen studierte er ab 1864 Philosophie, Theologie und Naturwissenschaften in Halle (Saale). Erheblichen Einfluss übte dabei sein Lehrer Carl Sebastian Cornelius auf ihn aus, ein unmittelbarer Schüler Johann Friedrich Herbarts.
1868 lehrte er kurz am Progymnasium Weißenfels. Von 1869 bis 1871 war er Diakon in Laucha an der Unstrut, anschließend bis 1883 Landpfarrer in Schochwitz, dann bis 1908 Landpfarrer in Wansleben. Gemeinsam mit den beiden Herbartianern Wilhelm Rein (und ab 1906 zusätzlich mit Karl Just) gab er von 1894 bis 1914 die Zeitschrift Philosophie und Pädagogik heraus. 1912 wurde ihm die Ehrendoktorwürde durch die Universität Halle verliehen. Flügel heiratete 1869 Marie, die Tochter von Friedrich Heinrich Theodor Allihn (1811–1885). Die beiden hatten einen Sohn und zwei Töchter.

## Werke und Schriften (Auswahl)
- Über die Entwicklung der sittlichen Ideen. Eine völkerpsychologische Studie. In: Zeitschrift für Völkerpsychologie und Sprachwissenschaft. 12, 1880, S. 27–63 und 451–470.
- Die spekulative Theologie der Gegenwart. Kritisch beleuchtet. Schulze, Cöthen 1881; 4. Auflage: Monismus und Theologie. Schulze, Cöthen 1914.
- Das Seelenleben der Tiere. Langensalza 1884.
- Das Ich und die sittlichen Ideen im Leben der Völker. Langensalza 1885.
- W. Ostermann über Herbart’s Psychologie. Beyer, Langensalza 1887.
- Idealismus und Materialismus der Geschichte (Sonderabdruck aus Zeitschrift für Philosophie und Pädagogik). Beyer & Söhne, Langensalza 1898.
- Joh. Friedr. Herbart. Feuerverlag, Leipzig 1923
- Der Voluntarismus und die Pädagogik. K. F. Koehler, Leipzig 1914.
- Versuche, die absolute Ethik Herbarts durch die relative des Evolutionismus zu ersetzen oder zur ergänzen. Beltz, Langensalza 1914.
- (Hrsg.) Abriss der Logik und die Lehre von den Trugschlüssen. Beyer, Langensalza 1914, 5. Aufl.